# Episcada cora
Episcada cora är en fjärilsart som beskrevs av Richard Haensch 1909. Episcada cora ingår i släktet Episcada och familjen praktfjärilar. Inga underarter finns listade i Catalogue of Life.